# SNH48 少女的巴別塔
《SNH48 少女的巴別塔》（日语：DOCUMENTARY of SNH48 少女の夢・バベルの塔）是以女子偶像組合SNH48為主角的紀錄電影，在SNH48星夢劇院首映，電影紀錄由SNH48第一屆總選舉至SNH48第二屆總選舉前SNH48團體中發生的事跡。由彭曉海執導。

## 簡介
本片主要是以偶像組合SNH48在2014年至2015年間所發生各種事件作為題材的紀錄片，制作單位也訪問了團體各成員。其中記錄了：

## 記錄事宜
SNH48第一屆總選舉
SNH48第一屆總選舉在上海國際體操中心正式開幕與結束，第一名、第二名、第三名分別由吳哲晗、邱欣怡、趙嘉敏獲得。成員的排名將影響成員未來資源的多少。
拍攝總選舉MV《嗚吒》
SNH48第一屆總選舉TOP16到韓國拍攝總選舉MV《嗚吒》。
三期生排練並到公演的過程
參與上海春晚前的小插曲
吳哲唅私聯事件
S隊成員，同時第一屆總選舉冠軍的吳哲唅因與粉絲私聯暫停一切演藝活動，並從一期生降格至四期生。
SNH48年度金曲大賞BEST 30 2015
SNH48年度金曲大賞BEST 30 2015四期生首次發佈
李宇琪私聯事件
繼吳哲唅後，S隊成員李宇琪也因與粉絲私聯暫停一切演藝活動，S隊隊長莫寒因兩位成員接連受到處罰，在李宇琪發言時衝出舞台後並產生呼吸困難和抽搐等情況。
李藝彤生日公演
吳哲唅與四期生排練和公演的情況

## 曲目
本次主題曲《給你》，是由N隊成員易嘉愛演唱。

編曲：易嘉愛

編詞：易嘉愛

演唱：易嘉愛